# Államok vezetőinek listája 1965-ben
Ezen az oldalon az 1965-ben fennálló államok vezetőinek névsora olvasható földrészek, majd országok szerinti bontásban.

## Európa
- Albánia (népköztársaság)
  - A kommunista párt főtitkára – Enver Hoxha (1944–1985)
  - Államfő - Haxhi Lleshi (1953–1982), lista
  - Kormányfő - Mehmet Shehu (1954–1981), lista
- Andorra (parlamentáris társhercegség)
  - Társhercegek
    - Francia társherceg - Charles de Gaulle (1959–1969), lista
    - Episzkopális társherceg - Ramon Iglesias i Navarri (1943–1969), lista
- Ausztria (szövetségi köztársaság)
  - Államfő - 
    1. Adolf Schärf (1957–1965)
    2. Josef Klaus (1965), ügyvivő
    3. Franz Jonas (1965–1974), lista

  - Kancellár - Josef Klaus (1964–1970), szövetségi kancellár lista
- Belgium (parlamentáris monarchia)
  - Uralkodó - I. Baldvin király (1951–1993)
  - Kormányfő - 
    1. Théo Lefèvre (1961–1965)
    2. Pierre Harmel (1965–1966), lista
- Bulgária (népköztársaság)
  - A kommunista párt vezetője – Todor Zsivkov (1954–1989), a Bolgár Kommunista Párt főtitkára
  - Államfő - Georgi Trajkov (1964–1971), lista
  - Kormányfő - Todor Zsivkov (1962–1971), lista
- Ciprus (köztársaság)
  - Államfő - III. Makáriosz ciprusi érsek (1960–1974), lista
- Csehszlovákia (népköztársaság)
  - A kommunista párt vezetője – Antonín Novotný (1953–1968), a Csehszlovák Kommunista Párt főtitkára
  - Államfő - Antonín Novotný (1957–1968), lista
  - Kormányfő - Jozef Lenárt (1963–1968), lista
- Dánia (parlamentáris monarchia)
  - Uralkodó - IX. Frigyes király (1947–1972)
  - Kormányfő - Jens Otto Krag (1962–1968), lista
  -  Feröer
    - Kormányfő – Hákun Djurhuus (1963–1967), lista
- Egyesült Királyság (parlamentáris monarchia)
  - Uralkodó - II. Erzsébet Nagy-Britannia királynője (1952–2022)
  - Kormányfő - Harold Wilson (1964–1970), lista
- Finnország (köztársaság)
  - Államfő - Urho Kekkonen (1956–1981), lista
  - Kormányfő - Johannes Virolainen (1964–1966), lista
  -  Åland – 
    - Kormányfő – Hugo Johansson (1955–1967)
- Franciaország (köztársaság)
  - Államfő - Charles de Gaulle (1959–1969), lista
  - Kormányfő – Georges Pompidou (1962–1968), lista
- Görögország (monarchia)
  - Uralkodó – II. Konstantin király (1964–1973)[1]
  - Kormányfő - 
    1. Jórgosz Papandréu (1964–1965)
    2. Jórgosz Atanasziadisz-Nóvasz (1965)
    3. Iliász Cirimókosz (1965)
    4. Sztéphanosz Sztephanópulosz (1965–1966), lista
- Hollandia (parlamentáris monarchia)
  - Uralkodó - Julianna királynő (1948–1980)
  - Miniszterelnök - 
    1. Victor Marijnen (1963–1965)
    2. Jo Cals (1965–1966), lista

  -  Holland Antillák (a Holland Királyság tagállama)
    - Kormányzó - Cola Debrot (1962–1970), lista
    - Miniszterelnök - Efraïn Jonckheer (1954–1968), lista

  -  Suriname (a Holland Királyság tagállama)
    - Főkormányzó - 
      1. François Haverschmidt (1964–1965)
      2. Henri Lucien de Vries (1965–1968), lista

    - Miniszterelnök - Johan Adolf Pengel (1963–1969), lista
- Izland (köztársaság)
  - Államfő - Ásgeir Ásgeirsson (1952–1968), lista
  - Kormányfő - Bjarni Benediktsson (1963–1970), lista
- Írország (köztársaság)
  - Államfő - Éamon de Valera (1959–1973), lista
  - Kormányfő - Seán Lemass (1959–1966), lista
- Jugoszlávia (népköztársaság)
  - A kommunista párt vezetője – Josip Broz Tito (1936–1980), a Jugoszláv Kommunista Liga Elnökségének elnöke
  - Államfő - Josip Broz Tito (1953–1980), Jugoszlávia Elnöksége elnöke, lista
  - Kormányfő - Petar Stambolić (1963–1967), lista
- Lengyelország (népköztársaság)
  - A kommunista párt vezetője – Władysław Gomułka (1956–1970), a Lengyel Egyesült Munkáspárt KB első titkára
  - Államfő - Edward Ochab (1964–1968), lista
  - Kormányfő - Józef Cyrankiewicz (1954–1970), lista
- Liechtenstein
  - Uralkodó - II. Ferenc József herceg (1938–1989)
  - Kormányfő - Gerard Batliner (1962–1970), lista
- Luxemburg (parlamentáris monarchia)
  - Uralkodó - János nagyherceg (1964–2000)
  - Kormányfő - Pierre Werner (1959–1974), lista
- Magyarország (népköztársaság)
  - A kommunista párt vezetője – Kádár János (1956–1988), a Magyar Szocialista Munkáspárt első titkára
  - Államfő - Dobi István (1952–1967), az Elnöki Tanács elnöke, lista
  - Kormányfő - 
    1. Kádár János (1961–1965)
    2. Kállai Gyula (1965–1967), lista
- Málta (monarchia)
  - Uralkodó – II. Erzsébet, Málta királynője (1964–1974)
  - Főkormányzó - Sir Maurice Henry Dorman (1962–1971)[2] lista
  - Kormányfő - Giorgio Borg Olivier (1962–1971),[3] lista
- Monaco
  - Uralkodó - III. Rainier herceg (1949–2005)
  - Államminiszter - Jean Reymond (1963–1966), lista
- NDK (Német Demokratikus Köztársaság) (népköztársaság)
  - A kommunista párt vezetője – Walter Ulbricht (1950–1971), a Német Szocialista Egységpárt főtitkára
  - Államfő – Walter Ulbricht (1960–1973), az NDK Államtanácsának elnöke
  - Kormányfő – Willi Stoph (1964–1973), az NDK Minisztertanácsának elnöke
- NSZK (Német Szövetségi Köztársaság) (szövetségi köztársaság)
  - Államfő - Heinrich Lübke (1959–1969), lista
  - Kancellár - Ludwig Erhard (1963–1966), lista
- Norvégia (parlamentáris monarchia)
  - Uralkodó - V. Olaf király (1957–1991)
  - Kormányfő - 
    1. Einar Gerhardsen (1963–1965)
    2. Per Borten (1965–1971), lista
- Olaszország (köztársaság)
  - Államfő - Giuseppe Saragat (1964–1971), lista
  - Kormányfő - Aldo Moro (1963–1968), lista
- Portugália (köztársaság)
  - Államfő - Américo Tomás (1958–1974), lista
  - Kormányfő - António de Oliveira Salazar (1933–1968), lista
- Románia (népköztársaság)
  - A kommunista párt vezetője – 
    1. Gheorghe Gheorghiu-Dej (1955–1965)
    2. Nicolae Ceaușescu (1965–1989), a Román Kommunista Párt főtitkára

  - Államfő - 
    1. Gheorghe Gheorghiu-Dej (1961–1965)
    2. Chivu Stoica (1965–1967), lista

  - Kormányfő - Ion Gheorghe Maurer (1961–1974), lista
- San Marino (köztársaság)
  -     1. Giuseppe Micheloni és Pier Marino Mularoni (1964–1965)
    2. Ferruccio Piva és Federico Carattoni (1965)
    3. Alvaro Casali és Pietro Reffi (1965–1966), régenskapitányok
- Spanyolország (totalitárius állam)
  - Államfő – Francisco Franco (1936–1975)
  - Kormányfő - Francisco Franco (1938–1973), lista
- Svájc (konföderáció)
  - Szövetségi Tanács:[4]
Paul Chaudet (1954–1966), Friedrich Traugott Wahlen (1958–1965), Willy Spühler (1959–1970), Ludwig von Moos (1959–1971), Hans-Peter Tschüdi (1959–1973), elnök, Hans Schaffner (1961–1969), Roger Bonvin (1962–1973), Rudolf Gnägi (1965–1979)
- Svédország (parlamentáris monarchia)
  - Uralkodó - VI. Gusztáv Adolf király (1950–1973)
  - Kormányfő - Tage Erlander (1946–1969), lista
- Szovjetunió (szövetségi népköztársaság)
  - A kommunista párt vezetője – Leonyid Brezsnyev (1964–1982), a Szovjetunió Kommunista Pártjának főtitkára
  - Államfő – 
    1. Anasztasz Mikojan (1964–1965)
    2. Nyikolaj Podgornij (1965–1977), lista

  - Kormányfő – Alekszej Koszigin (1964–1980), lista
- Vatikán (abszolút monarchia)
  - Uralkodó - VI. Pál pápa (1963–1978)
  - Államtitkár - Amleto Giovanni Cicognani (1961–1969), lista

## Afrika
- Algéria (köztársaság)
  - Államfő - 
    1. Ahmed Ben Bella (1963–1965)
    2. Houari Boumediene (1965–1978), lista
- Burundi (monarchia)
  - Uralkodó – IV. Mwambutsa Bangiriceng király (1915–1966)
  - Kormányfő –
    1. Albin Nyamoya (1964–1965)
    2. Pierre Ngendandumwe (1965)
    3. Pié Masumbuko (1965)
    4. Joseph Bamina (1965)
    5. Léopold Biha herceg (1965–1966), lista
- Csád (köztársaság)
  - Államfő - François Tombalbaye (1960–1975), lista
  - Kormányfő - François Tombalbaye (1959–1975), lista
- Dahomey (köztársaság)
  - Államfő - 
    1. Sourou-Migan Apithy (1964–1965)
    2. Justin Ahomadégbé-Tomêtin (1965)
    3. Tahirou Congacou (1965)
    4. Christophe Soglo (1965–1967), lista

  - Kormányfő - 
    1. Justin Ahomadégbé-Tomêtin (1964–1965)
    2. Christophe Soglo (1965–1967), lista
- Dél-afrikai Köztársaság (köztársaság)
  - Államfő - Charles Robberts Swart (1961–1967), lista
  - Kormányfő – Hendrik Verwoerd (1958–1966), lista
- Egyiptom (köztársaság)
  - Államfő – Gamal Abden-Nasszer (1954–1970), lista
  - Kormányfő –
    1. Ali Szabri (1962–1965)
    2. Zakaria Mohieddin (1965–1966), lista
- Elefántcsontpart (köztársaság)
  - Államfő - Félix Houphouët-Boigny (1960–1993), lista
- Etiópia (köztársaság)
  - Uralkodó - Hailé Szelasszié császár (1930–1974)[5]
  - Miniszterelnök - Aklilu Habte-Wold (1961–1974), lista
- Felső-Volta (köztársaság)
  - Államfő - Maurice Yaméogo (1959–1966),[6] lista
- Gabon (köztársaság)
  - Államfő - Léon M’ba (1964–1967), lista
- Gambia (köztársaság)
- Gambia gyarmat és protektorátus 1965. február 18-án nyerte el függetlenségét.
  - Uralkodó - II. Erzsébet Gambia királynője (1965–1970)
  - Főkormányzó - Sir John Warburton Paul (1962–1966),[7] főkormányzó
  - Miniszterelnök - Sir Dawda Jawara (1962–1970),[8] lista
- Ghána (köztársaság)
  - Államfő - Kwame Nkrumah (1960–1966), lista
- Guinea (köztársaság)
  - Államfő - Sékou Ahmad Touré (1958–1984), lista
- Kamerun (köztársaság)
  - Államfő - Ahmadou Ahidjo (1960–1982), lista
  - Kormányfő – 
Kelet-Kamerun: 
    1. Charles Assalé (1960–1965)
    2. Vincent de Paul Ahanda (1965)
    3. Simon Pierre Tchoungui (1965–1972), lista

Nyugat-Kamerun: 
    1. John Ngu Foncha (1959–1965)[9]
    2. Augustine Ngom Jua (1965–1968), lista
- Kenya (köztársaság)
  - Államfő - Jomo Kenyatta (1964–1978), lista
- Kongói Köztársaság (Kongó-Brazzaville) (köztársaság)
  - Államfő - Alphonse Massemba-Débat (1963–1968), lista
  - Kormányfő – Pascal Lissouba (1963–1966), lista
- Kongói Demokratikus Köztársaság (Kongó-Kinshasa) (köztársaság)
  - Államfő - 
    1. Joseph Kasa-Vubu (1960–1965)
    2. Joseph-Désiré Mobutu (1965–1997), lista

  - Kormányfő – 
    1. Moise Tshombe (1964–1965)
    2. Évariste Kimba (1965)
    3. Léonard Mulumba (1965–1966)
- Közép-afrikai Köztársaság (köztársaság)
  - Államfő - David Dacko (1960–1966), elnök
- Libéria (köztársaság)
  - Államfő - William Tubman (1944–1971), lista
- Líbia (monarchia)
  - Uralkodó – I. Idrisz király (1951–1969)
  - Kormányfő - 
    1. Mahmúd al-Muntazír (1964–1965)
    2. Huszein Mazík (1965–1967), lista
- Malgas Köztársaság
  - Államfő - Philibert Tsiranana (1959–1972),[10] lista
- Malawi (monarchia)
  - Uralkodó – II. Erzsébet Malawi királynője (1964–1966)
  - Főkormányzó – Sir Glyn Smallwood Jones (1961–1966)[11]
  - Kormányfő – Hastings Banda (1963–1966),[12] lista
- Mali (köztársaság)
  - Államfő - Modibo Keïta (1960–1968), lista
- Marokkó (alkotmányos monarchia)
  - Uralkodó - II. Haszan király (1961–1999)
- Mauritánia (köztársaság)
  - Államfő - Moktar Úld Daddah (1960–1978), lista
- Niger (köztársaság)
  - Államfő - Hamani Diori (1960–1974), lista
- Nigéria (köztársaság)
  - Államfő - Nnamdi Azikiwe (1960–1966), lista
  - Kormányfő – Sir Abubakar Tafawa Balewa (1957–1966),[13] lista
- Rhodesia (el nem ismert, de facto független ország)
- Dél-Rodézia 1965. november 11-én kiáltotta ki függetlenségét.
  - Uralkodó – II. Erzsébet királynő (1965–1970) (maga nem ismerte el)
  - Kormányzó – Sir Humphrey Gibbs, Dél-Rodézia kormányzója (1959–1969)[14]
  - A Kormányt igazgató tisztviselő – Clifford Dupont (1965–1975),[15] lista
  - Kormányfő - Ian Smith (1965–1979), lista
- Ruanda (köztársaság)
  - Államfő - Grégoire Kayibanda (1961–1973),[16] lista
- Sierra Leone (monarchia)
  - Uralkodó - II. Erzsébet királynő (1961–1971)
  - Főkormányzó - Sir Henry Josiah Lightfoot Boston (1962–1967), lista
  - Kormányfő - Sir Albert Margai (1964–1967), lista
- Szenegál (köztársaság)
  - Államfő - Léopold Sédar Senghor (1960–1980), lista
- Szomália (köztársaság)
  - Államfő – Aden Abdullah Oszman Daar (1960–1967), lista
  - Kormányfő - Abdirizak Hadzsi Huszein (1964–1967), lista
- Szudán (köztársaság)
  - Államfő - 
    1. Szuverenitási Bizottság (1964–1965)
    2. Iszmail al-Azsári (1965–1969), lista

  - Kormányfő – 
    1. Szirr Al-Khatím Al-Khalífa (1964–1965)
    2. Muhammad Ahmad Mahgúb (1965–1966), lista
- Tanzánia (köztársaság)
  - Államfő - Julius Nyerere (1962–1985),[17] lista
  -  Zanzibár
    - Államfő – Abeid Amani Karume sejk (1964–1972), elnök
- Togo (köztársaság)
  - Államfő - Nicolas Grunitzky (1963–1967), lista
- Tunézia (köztársaság)
  - Államfő - Habib Burgiba (1957–1987), lista
- Uganda (köztársaság)
  - Államfő - Sir Edward Mutesa II (1963–1966), lista
- Zambia (köztársaság)
  - Államfő - Kenneth Kaunda (1964–1991), lista

## Dél-Amerika
- Argentína (köztársaság)
  - Államfő - Arturo Umberto Illia (1963–1966), lista
- Bolívia (köztársaság)
  - Államfő - 
    1. René Barrientos (1964–1965), a Katonai Junta elnöke
    2. René Barrientos + Alfredo Ovando Candía (1965–1966), lista
- Brazília (köztársaság)
  - Államfő - Humberto de Alencar Castelo Branco (1964–1967), lista
- Chile (köztársaság)
  - Államfő - Eduardo Frei Montalva (1964–1970), lista
- Ecuador (köztársaság)
  - Államfő - Ramón Castro Jijón (1963–1966), lista
- Kolumbia (köztársaság)
  - Államfő - Guillermo León Valencia (1962–1966), lista
- Paraguay (köztársaság)
  - Államfő - Alfredo Stroessner (1954–1989), lista
- Peru (köztársaság)
  - Államfő - Fernando Belaúnde Terry (1963–1968), lista
  - Kormányfő - 
    1. Fernando Schwalb López Aldana (1963–1965)
    2. Daniel Becerra de la Flor (1965–1967), lista
- Uruguay (köztársaság)
  - Államfő - 
    1. Luis Giannattasio (1964–1965)
    2. Washington Beltrán (1965–1966), lista
- Venezuela (köztársaság)
  - Államfő - Raúl Leoni (1964–1969), lista

## Észak- és Közép-Amerika
- Amerikai Egyesült Államok (köztársaság)
  - Államfő - Lyndon B. Johnson (1963–1969), lista
- Costa Rica (köztársaság)
  - Államfő - Francisco Orlich Bolmarcich (1962–1966), lista
- Dominikai Köztársaság (köztársaság)
  - Államfő - 
    1. Triumvirátus (1963–1965)
    2. Francisco Caamaño (1965)
    3. José Rafael Molina Ureña (1965)
    4. Pedro Bartolomé Benoit, a Domnikai Köztársaság Katonai Junta elnöke (1965)
    5. Antonio Imbert Barrera (1965)
    6. Héctor García-Godoy (1965–1966), lista
- Salvador (köztársaság)
  - Államfő - Julio Adalberto Rivera Carballo (1962–1967), lista
- Guatemala (köztársaság)
  - Államfő - Enrique Peralta Azurdia (1963–1966), lista
- Haiti (köztársaság)
  - Államfő - François Duvalier (1957–1971), Haiti örökös elnöke, lista
- Honduras (köztársaság)
  - Államfő - Oswaldo López Arellano (1963–1971), lista
- Jamaica (parlamentáris monarchia)
  - Uralkodó - II. Erzsébet királynő, Jamaica királynője, (1962–2022)
  - Főkormányzó - Sir Clifford Campbell (1962–1973), lista
  - Kormányfő - Sir Alexander Bustamante (1962–1967), lista
- Kanada (parlamentáris monarchia)
  - Uralkodó - II. Erzsébet királynő, Kanada királynője, (1952–2022)
  - Főkormányzó - Georges Vanier (1959–1967), lista
  - Kormányfő - Lester Bowles Pearson (1963–1968), lista
- Kuba (népköztársaság)
  - A kommunista párt főtitkára - Fidel Castro (1965–2011), főtitkár
  - Államfő - Osvaldo Dorticós Torrado (1959–1976), lista
  - Miniszterelnök - Fidel Castro (1959–2008), lista
- Mexikó (köztársaság)
  - Államfő - Gustavo Díaz Ordaz (1964–1970), lista
- Nicaragua (köztársaság)
  - Államfő - René Schick (1963–1966), lista
- Panama (köztársaság)
  - Államfő - Marco Aurelio Robles (1964–1968), lista
- Trinidad és Tobago (köztársaság)
  - Uralkodó - II. Erzsébet királynő (1962–1976)
  - Főkormányzó - Sir Solomon Hochoy (1960–1972)[18] lista
  - Kormányfő - Eric Williams (1956–1981),[18] lista

## Ázsia
- Afganisztán (köztársaság)
  - Uralkodó – Mohamed Zahir király (1933–1973)
  - Kormányfő – 
    1. Mohammad Juszúf (1963–1965)
    2. Mohammad Hasím Majvandval (1965–1967), lista
- Bhután (abszolút monarchia)
  - Uralkodó - Dzsigme Dordzsi Vangcsuk király (1952–1972)
- Burma (köztársaság)
  - Államfő - Ne Vin (1962–1981), lista
  - Kormányfő - Ne Vin (1962–1974), lista
- Ceylon (alkotmányos monarchia)
  - Uralkodó – II. Erzsébet, Ceylon királynője (1952–1972)
  - Főkormányzó – William Gopallawa (1962–1972), lista
  - Kormányfő - 
    1. Szirimávó Bandáranájaka (1960–1965)
    2. Dudley Senanayake (1965–1970), lista
- Fülöp-szigetek (köztársaság)
  - Államfő - 
    1. Diosdado Macapagal (1961–1965)
    2. Ferdinand Marcos (1965–1986), lista
- India (köztársaság)
  - Államfő - Sarvepalli Radhakrishnan (1962–1967), lista
  - Kormányfő - Lal Bahadur Shastri (1964–1966), lista
- Indonézia (köztársaság)
  - Államfő - Sukarno (1945–1967), lista
- Irak (köztársaság)
  - Államfő - Abdul Szalam Arif (1963–1966), lista
  - Kormányfő - 
    1. Tahir Jahja (1963–1965)
    2. Aríf Abd ar-Razzak (1965)
    3. Abd ar-Rahman al-Bazzaz (1965–1966), lista
- Irán (monarchia)
  - Uralkodó – Mohammad Reza Pahlavi sah (1941–1979)
  - Kormányfő – 
    1. Haszán-Ali Manszúr (1964–1965)
    2. Amír-Abbász Hoveida (1965–1977), lista
- Izrael (köztársaság)
  - Államfő - Zalmán Sazár (1963–1973), lista
  - Kormányfő - Lévi Eskól (1963–1969), lista
- Japán (parlamentáris monarchia)
  - Uralkodó - Hirohito császár (1926–1989)
  - Kormányfő - Eiszaku Szató (1964–1972), lista
- Jemen (köztársaság)
  - Államfő - Abdullah al-Sallal (1962–1967), lista
  - Kormányfő – 
    1. Hamúd al-Gajífi (1964–1965)
    2. Hasszan al-Amri (1965)
    3. Ahmad Muhammad Numan (1965)
    4. Abdullah al-Szallál (1965)
    5. Hasszan al-Amri (1965–1966), lista
- Jordánia (alkotmányos monarchia)
  - Uralkodó - Huszejn király (1952–1999)
  - Kormányfő - 
    1. Bahdzsat Talhúni (1964–1965)
    2. Vaszfí al-Tal (1965–1967), lista
- Kambodzsa (köztársaság)
  - Államfő - Norodom Szihanuk herceg (1960–1970), lista
  - Kormányfő - Norodom Kantol herceg (1962–1966), lista
- Kína (népköztársaság)
  - A kommunista párt főtitkára - Mao Ce-tung (1935–1976), főtitkár
  - Államfő - Liu Sao-csi (1959–1968), lista
  - Kormányfő - Csou En-laj (1949–1976), lista
- Dél-Korea (köztársaság)
  - Államfő - Pak Csong Hi (1962–1979), lista
  - Kormányfő - Csong Ilgvon (1964–1970), lista
- Észak-Korea (népköztársaság)
  - A kommunista párt főtitkára - Kim Ir Szen (1948–1994), főtitkár, országvezető
  - Államfő - Csoi Jongkun (1957–1972), Észak-Korea elnöke
  - Kormányfő - Kim Ir Szen (1948–1972), lista
- Kuvait (alkotmányos monarchia)
  - Uralkodó - 
    1. III. Abdullah emír (1950–1965)
    2. III. Szabáh emír (1965–1977)

  - Kormányfő - 
    1. Szabáh al-Szalím asz-Szabáh (1963–1965)
    2. Dzsáber al-Ahmad al-Dzsáber asz-Szabáh (1965–1978), lista
- Laosz (monarchia)
  - Uralkodó - Szavangvatthana király (1959–1975)
  - Kormányfő - Szuvanna Phumma herceg (1962–1975), lista
- Libanon (köztársaság)
  - Államfő - Charles Helou (1964–1970), lista
  - Kormányfő - 
    1. Huszein al-Ovejni (1964–1965)
    2. Rashid Karami (1965–1966), lista
- Malajzia (parlamentáris monarchia)
  - Uralkodó - 
    1. Tuanku Syed Putra (1960–1965)
    2. Iszmail Nasziruddin szultán (1965–1970)

  - Kormányfő - Tunku Abdul Rahman (1955–1970),[19] lista
- Maldív-szigetek (köztársaság)
- A Maldív-szigetek 1965. július 26-án nyerte el függetlenségét.
  - Brit kormányzati rezidens - Sir Michael Walker (1962–1965)
  - Uralkodó - Muhammad Faríd Didi szultán (1954–1968)[20]
  - Kormányfő - Ibrahim Naszir (1957–1968),[20] lista
- Maszkat és Omán (abszolút monarchia)
  - Uralkodó - III. Szaid szultán (1932–1970)
- Mongólia (népköztársaság)
  - A kommunista párt vezetője – Jumdzságin Cedenbál (1958–1984), Mongol Forradalmi Néppárt Központi Bizottságának főtitkára
  - Államfő - Dzsamszrangín Szambú (1954–1972), Mongólia Nagy Népi Hurálja Elnöksége elnöke, lista
  - Kormányfő - Jumdzságin Cedenbál (1952–1974), lista
- Nepál (alkotmányos monarchia)
  - Uralkodó - Mahendra király (1955–1972)
  - Kormányfő - 
    1. Tulszi Giri (1964–1965)
    2. Szurja Bahadur Thapa (1965–1969), lista
- Pakisztán (köztársaság)
  - Államfő - Ayub Khan (1958–1969), lista
- Szaúd-Arábia (abszolút monarchia)
  - Uralkodó - Fejszál király (1964–1975)
  - Kormányfő - Fejszál király (1962–1975)
- Szingapúr (köztársaság)
- Szingapúr Állam 1965. augusztus 9-én deklarálta függetlenségét Malajziától.
  - Államfő - Yusof bin Ishak (1959–1971),[21] lista
  - Kormányfő - Li Kuang-jao (1959–1990),[21] lista
- Szíria (köztársaság)
  - Államfő - Amin al-Hafiz (1963–1966), lista
  - Kormányfő - 
    1. Amín al-Hafíz (1964–1965)
    2. Juszuf Zuajjín (1965)
    3. Szalah al-Din al-Bitar (1966), lista
- Tajvan (köztársaság)
  - Államfő - Csang Kaj-sek (1950–1975), lista
  - Kormányfő - Jen Csiakan (1963–1972), lista
- Thaiföld (parlamentáris monarchia)
  - Uralkodó - Bhumibol Aduljadezs király (1946–2016)
  - Kormányfő - Thanom Kittikacsorn (1963–1973), lista
- Törökország (köztársaság)
  - Államfő - Cemal Gürsel (1960–1966), lista
  - Kormányfő -
    1. İsmet İnönü (1961–1965)
    2. Suat Hayri Ürgüplü, (1965)
    3. Süleyman Demirel (1965–1971), lista
- Dél-Vietnám
  - Államfő - 
    1. Phan Khắc Sửu (1964–1965)
    2. Nguyễn Văn Thiệu (1965–1975), lista

  - Kormányfő - 
    1. Trần Văn Hương (1964–1965)
    2. Nguyễn Xuân Oánh (1965)
    3. Phan Huy Quát (1965)
    4. Nguyễn Cao Kỳ (1965–1967), lista
- Észak-Vietnam
  - A kommunista párt főtitkára - Lê Duẩn (1960–1986), főtitkár
  - Államfő - Ho Si Minh (1945–1969), lista
  - Kormányfő - Phạm Văn Đồng (1955–1987),[22] lista

## Óceánia
- Ausztrália (parlamentáris monarchia)
  - Uralkodó - II. Erzsébet királynő, Ausztrália királynője, (1952–2022)
  - Főkormányzó - 
    1. William Sidney (1961–1965)
    2. Richard Casey báró, (1965–1969), lista

  - Kormányfő - Sir Robert Menzies (1949–1966), lista
- Nyugat-Szamoa (parlamentáris monarchia)
  - Uralkodó - Malietoa Tanumafili II, O le Ao o le Malo (1962–2007)
  - Kormányfő - Fiame Mata'afa Faumuina Mulinu’u II (1959–1970),[23] lista
- Új-Zéland (parlamentáris monarchia)
  - Uralkodó - II. Erzsébet királynő, Új-Zéland királynője (1952–2022)
  - Főkormányzó - Sir Bernard Fergusson (1962–1967), lista
  - Kormányfő - Sir Keith Holyoake (1960–1972), lista